# سوند واد
سوند واد (انگلیسی: Svend Wad; ۳ فوریهٔ ۱۹۲۸ – ۴ دسامبر ۲۰۰۴) بوکسور اهل دانمارک بود.